# Lamborghini Flying Star II
La Flying Star II est une automobile sportive, construite par le constructeur automobile italien Lamborghini, en 1966. 
Il s'agit en fait d'une Lamborghini 400 GT à laquelle Carlo Anderloni, fils du fondateur de la Carrozzeria Touring a adjoint des glaces latérales et un hayon arrière. 
Elle fut présentée au Salon de Turin 1966, mais elle n'entrera jamais en production ; l'unique exemplaire existant fut acheté par un client français, Jacques Quoirez, après la cessation d'activité définitive de la Carrozzeria Touring, courant 1966. Elle est équipée d'un moteur V12 60° d'une cylindrée de 3 929 cm3, développant 320 ch à 6 500 tr/min, lui permettant d'atteindre 240 km/h en vitesse de pointe. Son poids total est de 1 320 kilogrammes.